# Richard Alexander Arnold
Richard Alexander Arnold ist ein kanadischer Anglist und Professor für Englisch an der privaten Alfaisal University in Riad, Saudi-Arabien.

## Leben
Arnold erhielt einen Ph.D. in Rhetorik und englischer Literatur an der University of Edinburgh, wo er das britische Commonwealth-Stipendium erhielt. Den Master of Arts in Englischer Literatur erhielt er an der McMaster University, außerdem einen Bachelor of Arts mit den Hauptfächern Englisch und Physik an der McMaster University.
Als Autor und Herausgeber ist er auf Rhetorik, englische Literatur, kanadische Literatur und Mittelalterliche Literatur spezialisiert. Er beschäftigt sich besonders mit den Werken von Geoffrey Chaucer, John Milton, William Blake, Samuel Johnson und Alexander Pope. Arnold ist Autor und Herausgeber mehrerer Bücher sowie Artikel über die Literatur des achtzehnten Jahrhunderts, Studien des neunzehnten Jahrhunderts, Redaktionstheorie, Kulturstudien sowie mittelalterliche und kanadische Literatur. Er hat in Kanada, Großbritannien, im Nahen Osten und Südostasien gelehrt.

## Werke (Auswahl)
als Autor
- Logic of the Fall. Right Reason and [Im]pure Reason in Milton’s „Paradise Lost“. Peter Lang Verlag, New York 2006, ISBN 0-8204-8176-9.
- The English Hymn. Studies in a Genre. Peter Lang Verlag, New York 1995, ISBN 0-8204-2485-4.

als Herausgeber
- Mohammad ben Ali Ash-Showkani: Crystalline Gems of Islamic Jurisprudence. Ministry of Islamic Affairs, Riad 2009.
- English Hymns of the Nineteenth Century. An anthology. Peter Lang Verlag, New York 2005, ISBN 0-8204-6942-4.
- English Hymns of the Eighteenth Century. An anthology. Peter Lang Verlag, New York 1992, ISBN 0-8204-1674-6.